# كلوز بودن
كلوز بودن (بالألمانية: Claus Boden)‏ (7 أكتوبر 1951 - ) هو لاعب كرة قدم ألماني (وحمل سابقاً جنسية ألمانيا الشرقية) في مركز حراسة المرمى.

## وصلات خارجية
- كلوز بودن على موقع قاعدة بيانات كرة القدم.إي يو (الإنجليزية)
- كلوز بودن على موقع بيانات كرة القدم. دي إي (الألمانية)
- كلوز بودن على موقع عالم كرة القدم.نت (الإنجليزية)